# La Vita di Maria Vergine, Imperatrice dell'Universo

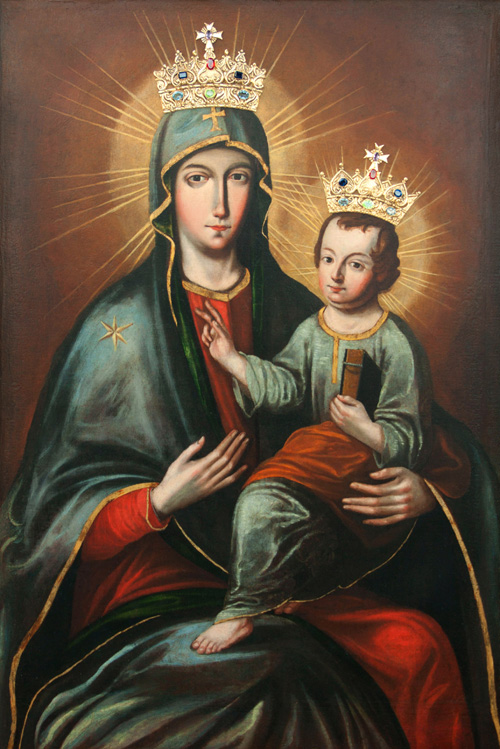
Obraz Matki Bożej pocieszenia w Golinie

La Vita di Maria Vergine, Imperatrice dell'Universo – dzieło hagiograficzne włoskiej poetki Lucrezii Marinelli poświęcone życiu Najświętszej Maryi Panny. Utwór składa się z dwóch części, prozatorskiej i wierszowanej. Część wierszowana jest czteroczęściowym poematem napisanym oktawą, czyli strofą ośmiowersową, układaną jedenastozgłoskowcem (endecasillabo), rymowaną abababcc. Poemat jest najbardziej znanym dziełem spośród religijnej twórczości poetki. Utwór miał cztery wydania.